# Ембаргос инфринженчис
В бразилското процесуално право Ембаргос инфринженчис (на португалски: Embargos infringentes (pluralia tantum) представлява процедура за обжалване en banc на апелативни съдебни решения тип акордао, взети при липса на пълно единодушие между съдиите от съдебния състав, произнесъл обжалваното решение.

## В гражданския процес
В сферата на гражданския процес ембаргос инфринженчис е част от системата от процедурни способи за обжалване на съдебни актове, регламентирана в чл. 496 от Гражданскопроцесуалния кодекс на Бразилия в сила до март 2016. По-конкретно процедурата е формално регулирана в чл. 530 – 534 от същия закон. Според ГПК на Бразилия ембаргос инфринженчис са допустими срещу всяко акордао, ако едновременно са спазени следните хипотези:
1. акордаото да е прието при липса на пълно единодушие между членовете на съдебния състав, който го е произнесъл – съгласно тази хипотеза поне един от съдиите в апелативния състав, гласувал оспорваното акордао, трябва да е гласувал различно от останалите съдии в състава;
2. акордаото да е произнесено при производство за обжалване от тип апелация (Recurso de apelação) или при производство за отмяна на съдебно решение (Ação rescisória) – съгласно този принцип решения акордао, произнесени при други процедури, например Аграво, не могат да бъдат атакувани чрез ембаргос инфринженчис;
3. акордаото да отменя или изменя по същество първоинстанционното съдебно решение – обект на обжалваното акордао.

Петицията за повдигане на ембаргос инфринженчис срещу дадено акордао се връчва на съдията-докладчик, изготвил текста на атакуваното акордао, в срок от 15 дни след неговото публикуване. Съдията-докладчик се произнася по допустимостта на искането, като отказът му да уважи допустимостта на петицията може да бъде обжалван чрез аграво в срок от 5 дни. Уважените като допустими ембаргос инфринженчис се разглеждат съгласно вътрешните правилници на съответните висши съдилища, като обикновено това става пред по-голям състав на същия съд, произнесъл оспореното акордао.
В най-новия Гражданскопроцесуален кодекс на Бразилия, приет през 2015 и в сила от март 2016, ембаргос инфринженчис вече не фигурират в системата от апелативни процедури.

## В наказателния процес
В сферата на наказателния процес процедурата ембаргос инфринженчис се прилага съгласно разпоредбите на чл. 609 от Наказателния кодекс на Бразилия, който предвижда чрез тази процедура да се атакуват апелативни решения, произнесени от висши съдебни инстанции по наказателни дела. Също като в сферата на гражданското правораздаване процедурата се използва за контриране на решения акордао на апелативните инстанции, при които липсва единодушие между съдиите по делото. Според разпореждането на единствения параграф от чл. 609 петицията за повдигане на ембаргос инфринженчис при криминални дела трябва да бъде подадена в срок от 10 дни от публикуването на оспорваното акордао.